# Christmas (Bruce Cockburn)
Christmas è il diciannovesimo album di Bruce Cockburn, pubblicato dalla True North Records nel 1993. Il disco fu registrato nel maggio del 1993 al Phase One Studios di Toronto (Canada).

## Tracce
1. Adeste Fidelis – 0:52 (Brano tradizionale, John Francis Wade)
2. Early on One Christmas Morn – 3:02 (Brano tradizionale)
3. O Little Town of Bethlehem – 3:38 (Phillip Brooks, Lewis Redner)
4. Riu, Riu, Chiu – 6:26 (Brano tradizionale)
5. I Saw Three Ships – 4:19 (Brano tradizionale, William Sandys)
6. Down in Yon Forest – 4:09 (Brano tradizionale)
7. Les anges dans nos campagnes – 3:09 (Brano tradizionale)
8. Go Tell It on the Mountain – 3:12 (Brano tradizionale, John W. Work)
9. Shepherds – 2:52 (Brano tradizionale, Bruce Cockburn)
10. Silent Night – 4:10 (Franz Gruber, Joseph Mohr)
11. Jesus Ahatonnia (The Huron Carol) – 6:33 (Brano tradizionale)
12. God Rest Ye Merry, Gentlemen – 2:53 (Brano tradizionale)
13. It Came Upon a Midnight Clear – 6:14 (Edmund Hamilton Sears, Richard Storrs Willis)
14. Mary Had a Baby – 4:42 (Brano tradizionale)
15. Joy to the World – 0:44 (Lowell Mason, Isaac Watts)

## Musicisti
Adeste Fidelis
- Bruce Cockburn  - chitarra acustica

Early on One Christmas Morn
- Bruce Cockburn - chitarra, voce
- Colin Linden - chitarra
- Richard Bell - pianoforte
- Gary Craig - batteria
- Dick Smith  - percussioni
- Colin Linden  - accompagnamento vocale, cori
- Colina Phillips  - accompagnamento vocale, cori
- Sharon Lee Williams  - accompagnamento vocale, cori
- Vivienne Williams  - accompagnamento vocale, cori

O Little Town of Bethlehem
- Bruce Cockburn - voce, chitarra acustica, armonica

Riu Riu Chiu
- Bruce Cockburn - voce, chitarra, dulcimer, percussioni
- Hugh Marsh  - violino
- Dick Smith  - percussioni
- Alberto Mirabal  - accompagnamento vocale, cori
- Candi Sosa  - accompagnamento vocale, cori
- Eliseo Borrero  - accompagnamento vocale, cori

I Saw Three Ships
- Bruce Cockburn - chitarra, armonica, voce
- T-Bone Burnett - humming
- Colin Linden - chitarra slide
- Richard Bell - organo
- Hugh Marsh  - violino
- John Dymond  - basso
- Gary Craig  - batteria

Down in Yon Forest
- Bruce Cockburn - dulcimer, chimes (wind), voce
- Richard Bell - organo
- Hugh Marsh - violino (violectra)
- Dick Smith  - percussioni

Les anges dans nos campagnes
- Bruce Cockburn - dulcimer, armonica, percussioni, voce
- Richard Bell  - accordion
- Dick Smith  - percussioni
- Alberto Mirabal  - accompagnamento vocale, cori
- Candi Sosa  - accompagnamento vocale, cori
- Eliseo Borrero  - accompagnamento vocale, cori
- Jenny Cockburn  - accompagnamento vocale, cori

Go Tell It on the Mountain
- Bruce Cockburn - chitarra, voce
- Colin Linden - chitarra slide
- Richard Bell - organo
- John Dymond - basso
- Gary Craig - batteria
- Colina Phillips - accompagnamento vocale, cori
- Sharon Lee Williams  - accompagnamento vocale, cori
- Vivienne Williams - accompagnamento vocale, cori

Shepherds
- Bruce Cockburn - chitarra , voce
- Colin Linden - chitarra
- Richard Bell - organo
- John Dymond - basso
- Gary Craig - batteria
- Sam Phillips - accompagnamento vocale, cori

Silent Night
- Bruce Cockburn - chitarra, voce
- Colin Linden - chitarra slide
- Richard Bell - organo
- Hugh Marsh - violino
- John Dymond - basso
- Gary Craig - batteria
- Colina Phillips - accompagnamento vocale, cori
- Sharon Lee Williams - accompagnamento vocale, cori
- Vivienne Williams - accompagnamento vocale, cori

Iesus Ahatonnia (The Huron Carol)
- Bruce Cockburn - chitarra acustica, voce
- Colin Linden - chitarra elettrica
- Richard Bell - organo
- Hugh Marsh - violino
- John Dymond - basso
- Gary Craig - batteria
- Dick Smith - percussioni

God Rest Ye Merry, Gentlemen
- Bruce Cockburn - chitarra acustica, voce

It Came Upon the Midnight Clear
- Bruce Cockburn - chitarra, voce
- Richard Bell - organo
- Hugh Marsh - violino
- Dick Smith - percussioni
- Sam Phillips - accompagnamento vocale, cori

Mary Had a Baby
- Bruce Cockburn - chitarra, percussioni, voce, accompagnamento vocale, cori
- Richard Bell - accordion
- John Dymond - basso
- Dick Smith - percussioni
- Gary Craig - percussioni
- Dick Smith - accompagnamento vocale, cori
- Gary Craig  - accompagnamento vocale, cori
- John Dymond  - accompagnamento vocale, cori
- Richard Bell  - accompagnamento vocale, cori

Joy to the World
- Bruce Cockburn - chitarra acustica
- Dick Smith - percussioni